# Veronika Zobel
Veronika Zobel (* 10. November 1994) ist eine deutsche Skispringerin. Sie wohnt in Oberstdorf.

## Werdegang
Zobel springt seit dem Jahr 2003. Am 2. Januar 2010 gab sie ihr Debüt im Continental Cup in Baiersbronn. Im September 2010 holte sie im Ladies Cup den Sieg und den 2. Platz. 2011 wurde sie deutsche Jugendmeisterin. Am 7. Januar 2012 gab sie ihr Debüt im Weltcup in Hinterzarten, wurde 37. und 44. und verpasste jedes Mal den zweiten Durchgang. Bei den Deutschen Meisterschaften 2012 der Juniorinnen in Hinterzarten gewann sie die Bronzemedaille und bei den Damen den 6. Platz. In der Saison 2012/13 erreichte sie im Alpencup in Einsiedeln den zweiten und dritten Platz.

## Erfolge
| Saison  | WC-Platzierung | COC-Platzierung | FIS-Cup | Ladies Cup   | Alpencup | Grand-Prix |
| ------- | -------------- | --------------- | ------- | ------------ | -------- | ---------- |
| 2010/11 | -              | -               | -       | 2 (Junioren) | -        | -          |
| 2011/12 | 48             | 46              | -       | 3 (Junioren) | -        | -          |
| 2012/13 |                |                 |         | -            |          | 41         |

| Deutsche Meisterschaften | Deutsche Meisterschaften | Deutsche Meisterschaften  | Deutsche Meisterschaften |
| ------------------------ | ------------------------ | ------------------------- | ------------------------ |
| Bronze                   | 2012 Hinterzarten        | Bronze im Einzel Junioren |                          |